# 富山県道160号水橋停車場線
富山県道160号水橋停車場線（とやまけんどう160ごう みずはしていしゃじょうせん）は、富山県富山市内を通る一般県道である。

## 概要

### 路線データ
- 起点：水橋停車場（富山県富山市水橋伊勢屋）
- 終点：富山県富山市水橋舘町（富山県道15号立山水橋線・富山県道148号上市水橋線交点）

## 沿革
- 1960年（昭和35年）4月23日 - 認定[1]
  - 起点：富山市水橋停車場
  - 終点：富山市国道8号線交点
- 1967年（昭和42年）3月20日 - 県道の路線認定の一部改正[2]
  - 起点：富山市水橋停車場
  - 終点：富山市水橋大町

## 地理

### 通過する自治体
- 富山県富山市

### 接続する道路
- 富山市道（起点：富山市水橋伊勢屋、「水橋駅」前）
- 富山県道379号水橋停車場水橋小路線（「水橋駅」前（起点） - 富山市水橋伊勢屋字川原田で重複）
- 富山県道161号岩峅寺大石原水橋線（富山市水橋伊勢屋字川原田）
- 富山県道315号辻ヶ堂市田袋線（辻ヶ堂交差点）
- 富山県道15号立山水橋線・富山県道148号上市水橋線（終点：水橋舘町交差点）

### 周辺
- あいの風とやま鉄道 水橋駅
- 富山市消防局 水橋消防署
- 富山県立水橋高等学校
- 富山市立水橋中学校
- 富山市立水橋中部小学校
- 富山市立水橋西部小学校
- 大協薬品工業 本社
- 田中精密工業 水橋製造部
- 不二越 水橋事業所
- かね七 本社
- ミューズ水橋ショッピングセンター

## その他
- 富山県告示での終点は「富山市水橋大町」（富山県道1号富山魚津線交点）となっているが、実際の終点は「富山市水橋舘町」（富山県道15号立山水橋線・富山県道148号上市水橋線交点）となっている。